# Elfenbenskustens historia
Denna artikel handlar om Elfenbenskustens historia från äldsta tid till våra dagar.

## Tidig historia
Väldigt lite är känt om den ursprungliga befolkningen i Elfenbenskusten. Historiker tror att de antingen ersattes eller införlivats med förfäderna till den nuvarande befolkningen.
Regionens äldsta nedtecknade historia återfinns i berättelser från nordafrikanska handelsmän, vilka vid tiden för romerska rikets uppgång uppförde en handelskaravan genom Sahara för att handla med salt, slavar, guld och andra varor. De södra slutstationerna av de transsahariska handelskaravanerna låg i kanten till öknen och via sina förbindelsekaravaner sträckte de sig söderut ända till kanten på regnskogen. De viktigaste slutstationerna, Djenné, Gao och Timbuktu, växte till kommersiella centra runt vilka de stora sudanesiska rikena utvecklades. Genom att kontrollera handelsrutterna med sina militära styrkor kunde dessa riken dominera närliggande länder.
De sudanesiska rikena blev även lärdomscentra för islam. Islam hade introducerats i västra Sudan av arabiska handelsmän från norra Afrika och spreds fort genom omvändelse av flera betydelsefulla härskare. Från 1000-talet, då ledarna i de sudanesiska imperierna hade konverterat till islam, spred sig religionen söderut till de norra delarna av nutida Elfenbenskusten.

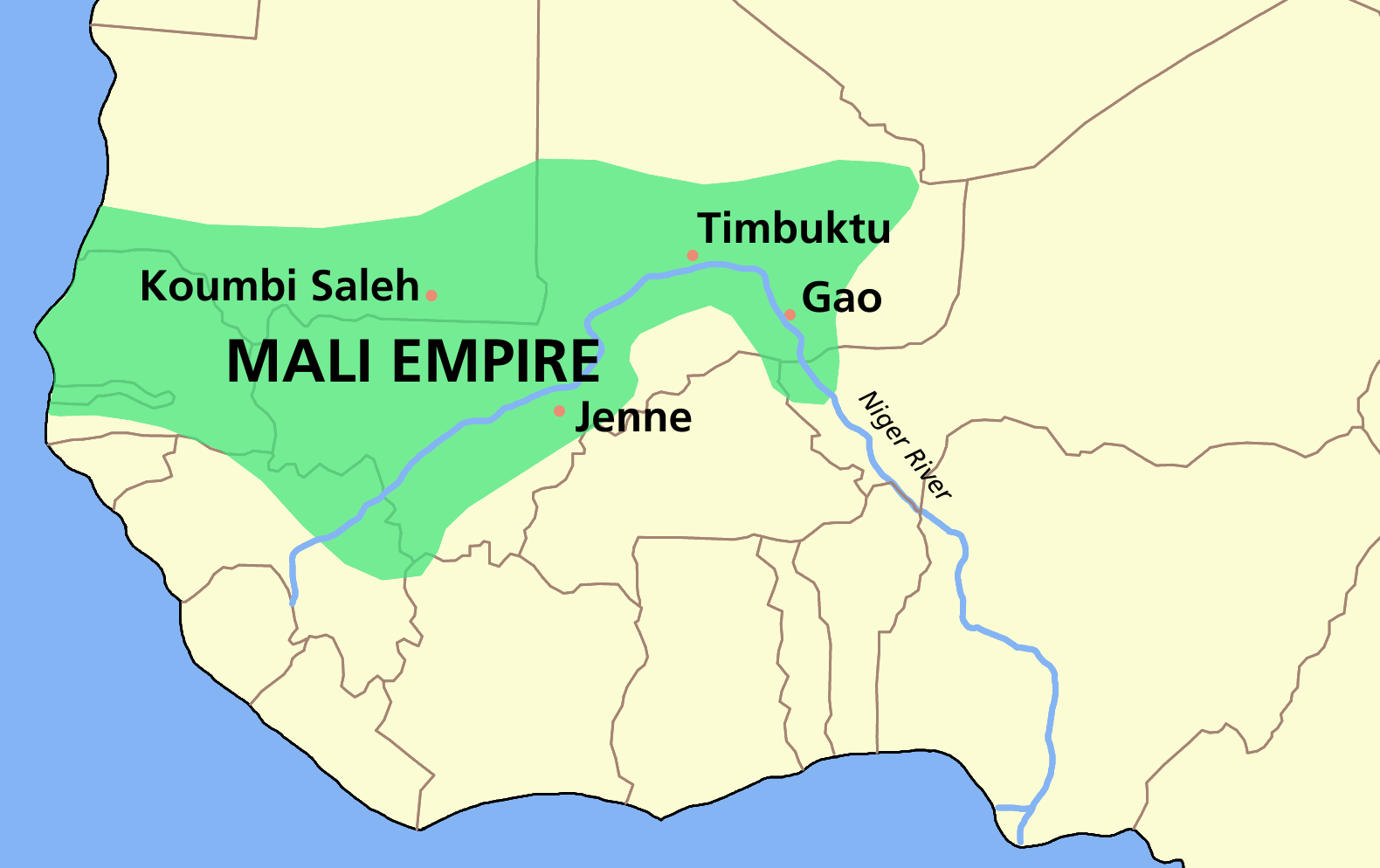
Maliriket var en mäktig stat i regionen och omfattade delar av dagens Elfenbenskusten

Ghanariket, det tidigaste av de sudanesiska imperierna, blomstrade i östra delen av nutida Mauretanien från 300-talet till 1200-talet. Vid höjdpunkten av sin makt på 1000-talet sträckte sig dess gränser från Atlanten till Timbuktu. Efter att Ghanarikets makt minskade växte Maliriket till ett mäktigt muslimskt imperium, vilket nådde sin höjdpunkt under den tidigaste delen av 1300-talet. Malirikets territorium i nutida Elfenbenskusten var begränsat till det nordvästra hörnet runt Odienné. Malirikets långsamma sönderfall började i slutet av 1300-talet till följd av intern oenighet och revolt bland lydstaterna. En av dessa lydstater, Songhai, blomstrade som ett eget rike, Songhairiket, från 1300-talet till 1500-talet. Också Songhai emellertid försvagat av intern oenighet vilket ledde till krig mellan olika fraktioner. Denna oenighet resulterade i folkvandringar söderut till skogsbältet.
De täta regnskogar som täckte de södra delarna av landet skapade barriärer till de omfattande politiska organiseringar som förekom längre norrut. Befolkningen här bodde i byar eller samlingar av byar och dess kontakt med omvärlden skedde genom långväga handelsresande. Byarna försörjde sig på jordbruk och jakt.

### Från 1700-talet och framåt
Flera viktiga stater blomstrade i Elfenbenskusten under tiden före den europeiska koloniseringen och före det franska kolonialstyret. 
Det muslimska Kongriket etablerades av jullafolket i början på 1700-talet i den norra centrala regionen som befolkades av Sénoufo, vilka hade flytt islams spridning under Malirikets era. Trots att Kong blev ett blomstrande centrum för jordbruk, handel och hantverk ledde etiska tvistefrågor och religiös oenighet till gradvis försvagning av riket. Staden Kong förstördes 1895 av Samori Touré.
Det abronska riket Jaman etablerades på 1600-talet av en del av det akanska folket, Abron, vilka hade flytt det tillväxande Ashantiförbundet i det nutida Ghana. Från sina bosättningar söder om Bondoukou expanderade abronerna gradvis sitt herravälde över jullafolket i Bondoukou, vilka nyligen utvandrat från handelsstaden Begho. Bondoukou utvecklades till ett stort centrum för handel och islam. Kungadömets koranskolor lockade studenter från alla delar av Västafrika.
I mitten av 1700-talet etablerade andra delar av det akanska folket ett baoulésiskt kungadöme vid Sakasso och två agniska kungadömen Indénié och Sanwi i de östra centrala delarna av landet.
Baouléerna utarbetade en centraliserad politisk och administrativ struktur under tre på varandra följande härskare men riket splittrades slutligen till mindre hövdingadömen. Trots att deras kungadömen fallit samman lyckades baouléerna göra starkt motstånd mot de franska erövrarna.
Ättlingar till härskarna i Agnirikena har vid flera tillfällen försökt återuppväcka sina separata identiteter, även efter att Elfenbenskusten blev självständigt. Så sent som 1969 försökte Sanwi av Krinjabo att bryta sig ut och skapa ett självständigt kungadöme.

## Europeisk kolonisering

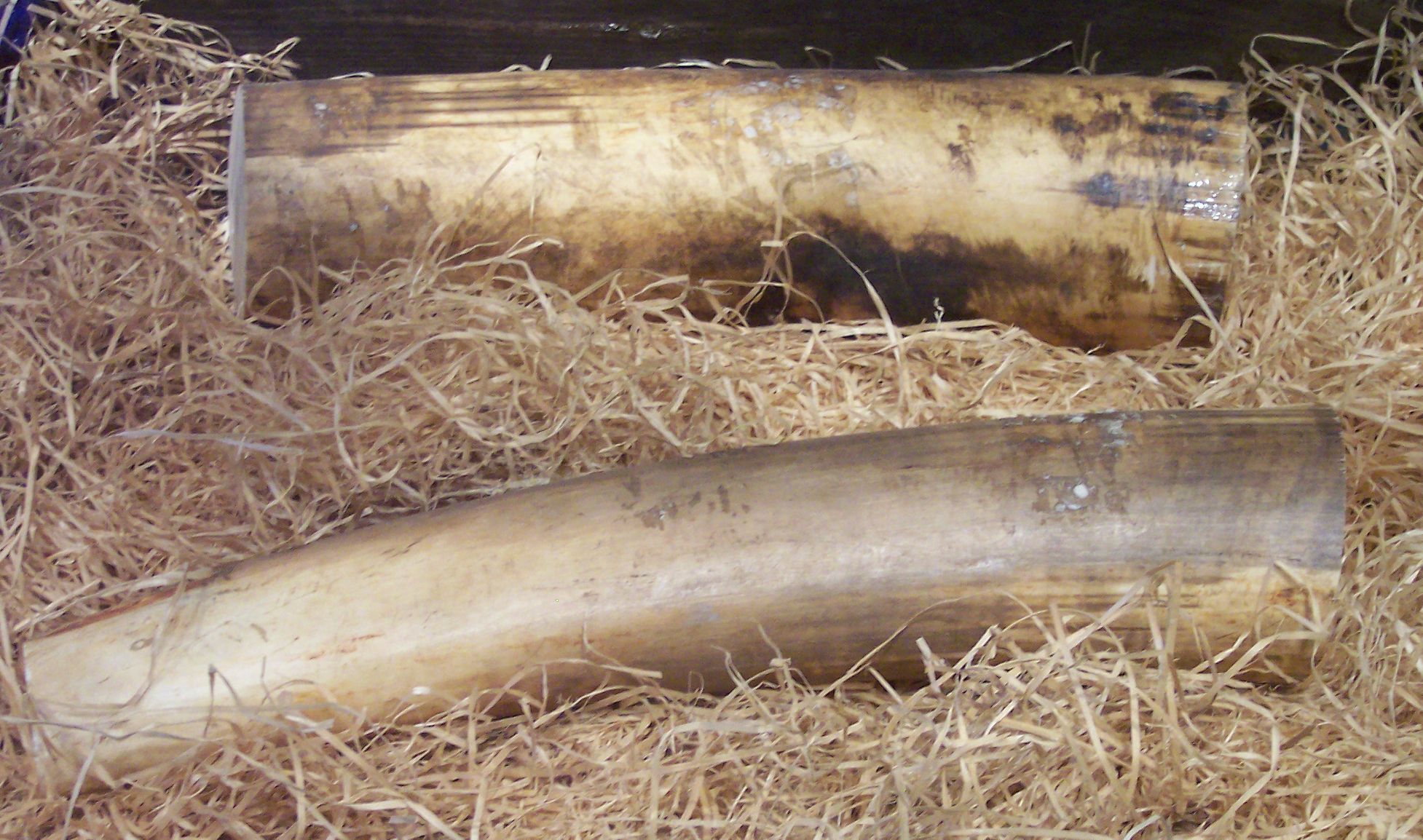
Elfenben har varit en viktig handelsvara och gett landet sitt namn

Sjöfarare från Europa började rikta sitt intresse mot den afrikanska kontinenten på 1400-talet. De första européerna att utforska Västafrika var från Portugal.
Portugisiska sjöfarare besökte Elfenbenskusten i slutet av 1400-talet.
Andra europeiska sjömakter följde snart efter och handel etablerades med många av kustfolken i Västafrika. Till en början inkluderade handeln guld, elfenben och peppar men bildandet av amerikanska kolonier på 1500-talet ökade efterfrågan på slavar, vilka snart blev den huvudsakliga exportvaran från den västafrikanska kustregionen. Lokala härskare, under avhandling med européerna, förvärvade varor och slavar från befolkningen i inlandet. Mot slutet av 1400-talet hade den kommersiella kontakten med Europa gett upphov till starka europeiska influenser vilka trängde in i områdena norrut från den västafrikanska kusten.
Elfenbenskusten, såsom resten av Västafrika, var föremål för dessa influenser, men frånvaron av skyddade hamnar längs dess kust förhindrade européerna från att etablera permanenta handelsstationer. Sjöburen handel var därför oregelbunden och spelade endast en mindre roll i det europeiska inträngandet och den slutliga erövringen av Elfenbenskusten. Slavhandeln hade i praktiken liten effekt på befolkningen i området. En vinstbringande handel men elfenben, vilket gav området dess namn, pågick under 1600-talet. Handeln förde med sig en så stor minskning av elefanterna att den så gott som hade avvecklats i början på 1700-talet.

### Franskt inflytande
Den tidigaste återgivna franska resan till Västafrika inträffade 1483. Den första västafrikanska franska kolonin, Saint-Louis, grundades i mitten av 1600-talet i Senegal. Ungefär samtidigt överlät nederländarna kolonin Île de Gorée utanför Dakar till fransmännen. En franks missionsstation etablerades 1687 i Assinie och det blev den första europeiska utposten i området. Assinis överlevnad var osäker och först i mitten av 1800-talet etablerade fransmännen sig stadigt i Elfenbenskusten. Vid den tiden hade de redan grundat kolonier vid Senegalflodens utlopp och på andra platser längs kusten i det som idag är Senegal, Gambia och Guinea-Bissau. Under tiden hade britterna permanenta utposter i samma områden och i Guineabukten öster om Elfenbenskusten.
Aktiviteter längs kusten stimulerade europeiska intressen i inlandet, speciellt längs de två stora floderna Senegalfloden och Niger. Samlad fransk utforskning av Västafrika började i mitten av 1800-talet men rörde sig långsamt och baserades mer på individuella initiativ än på regeringens politik. På 1840-talet ingick fransmännen en serie avtal med lokala västafrikanska härskare som möjliggjorde för byggandet av befästa posteringar längs Guineabukten som tjänade som permanenta handelsstationer. De första posteringarna i Elfenbenskusten inkluderade en vid Assinie och en annan vid Grand-Bassam, vilket blev kolonins första huvudstad. Avtalen föreskrev fransk suveränitet inom posteringarna och handelsfördelar i utbyte mot avgift vilken skulle betalas årsvis till de lokala härskarna för användandet av landet. Arrangemanget var inte helt tillfredsställande för fransmännen eftersom handel var begränsad och missförstånd angående handelsförpliktelse ofta uppstod. Icke desto mindre upprätthöll den franska regeringen avtalen och hoppades på expanderad handel. Fransmännen ville även upprätthålla närvaro i regionen för att motarbeta den växande brittiska influensen längs Guineabuktens kust.
På 1840-talet påbörjade fransmännen koloniseringen av inlandet. De möttes då av långvarigt väpnat motstånd från de olika folkgrupper som bodde där.
Frankrikes nederlag i det Fransk-tyska kriget (1871) och den efterföljande tyska annekteringen av den franska provinsen Elsass-Lothringen tvingade den franska regeringen att överge sina koloniala ambitioner och dra tillbaka sina militära garnisoner från sina västafrikanska handelsstationer och lämnade dem i händerna på de bofasta handelsmännen. Handelsstationen vid Grand-Bassam i Elfenbenskusten lämnades i händerna på en skeppare från Marseille vid namn Arthur Verdier.
Officiellt blev Elfenbenskusten en fransk koloni 10 mars 1893 genom Louis Gustave Binger (1856-1936), som blev landets första guvernör.[källa behövs]

## Fransk expansion i Elfenbenskusten

De länder som ingick i kolonin Franska Västafrika

1885 samlade Frankrike och Tyskland alla de europeiska makterna med intressen i Afrika på Berlinkonferensen. Dess främsta mål var att rationalisera det som blev känt som "den europeiska rusningen" efter kolonier i Afrika. Prins Otto von Bismarck ville också att Tyskland skulle ha en starkare ställning i Afrika, något som han trodde han kunde åstadkomma genom att uppmuntra konkurrens mellan Frankrike och Storbritannien. Avtalet som undertecknades av samtliga deltagare bestämde att längs den afrikanska kustlinjen skulle endast europeiska annekteringar eller influenser som involverade effektiv europeisk ockupation erkännas. En annan överenskommelse 1890 utvidgade denna regel till att även innefatta Afrikas inland och startade en rusning efter territorier som framför allt bedrevs av Frankrike, Storbritannien, Portugal och Belgien.
1904 införlivades Elfenbenskusten i Franska Västafrika.

### Antikolonialt motstånd
Felix Houphouët-Boigny, som kom att bli det självständiga Elfenbenskustens första president - grundade 1944 en politisk rörelse som motsatte sig de privilegier som européerna hade. Genom sin politiska kamp lyckades Houphouët-Boigny och hans rörelse få igenom ett lagförslag om att förbjuda tvångsarbete i de franska kolonierna. 1946 bildade han Elfenbenskustens demokratiska parti.

## Självständighetstiden

### Félix Houphouët-Boignys styre

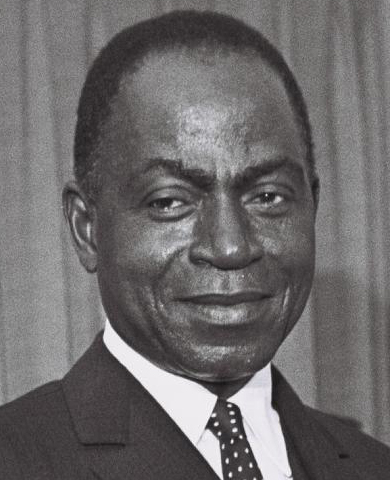
Félix Houphouët-Boigny, Elfenbenskustens president 1960-1993

1958 fick landet visst självstyre inom Franska samväldet. 1960 blev landet självständigt med den nationella rörelsens ledare, Félix Houphouët-Boigny, som första president. Félix Houphouët-Boigny behöll denna post fram till sin död 1993. Landet har upprätthållit nära band till Frankrike sedan självständigheten.
Under Houphouët-Boignys styre kom makten att centraliseras till honom och presidentämbetet. Hans parti, Elfenbenskustens demokratiska parti (PDCI), var i praktiken det enda tillåtna i landet under hans styre. Houphouët-Boignys politik präglades även av att hans egen folkgrupp baulé i praktiken gynnades på bekostnad av andra grupper i landet. Rent formellt var dock alla etniska grupper jämlika och med samma rättigheter. Presidenten flyttade 1983 även huvudstaden från Abidjan till Yamoussoukro, hans födelsestad.
Missnöjet med Houphouët-Boignys politik växte sig större under 1980-talet, i takt med att de ekonomiska omständigheterna försämrades. För att lösa problemen införde regeringen besparingar som var mycket impopulära. Ekonomen Alassane Ouattara utsågs 1990 till att presentera en lösning på problemen som innebar mindre nedskärningar. Under 80- och 90-talen växte också kraven på politiska rättigheter. 1990 var det första året som man höll val med flera partier. Laurent Gbagbo och hans parti Ivorianska folkfronten (FPI) ställde då upp mot Felix Houphouët-Boigny. Houphouët-Boigny vann en förkrossande seger med 163 av 175 mandat till regeringspartiet PDCI. Ouattara blev premiärminister efter valet, en nyligen inrättad titel. Detta dämpade dock inte missnöjet i landet utan dessa fortsatte, med en hård motreaktion från regeringen som följd. Ett stort antal människor greps och hamnade i fängelse, däribland flera regeringskritiska politiker.

### Statskupp och inbördeskrig
Den 25 december 1999 tog militären makten i en statskupp - den enda i Elfenbenskustens historia. Detta ledde till ekonomisk nedgång för landet. Den nya regimen lovade att återlämna makten till en demokratiskt vald regering under år 2000. I oktober 2000 efterträdde Laurent Gbagbo juntaledaren Robert Guei som president, och därmed blev militärregimen bara en tio månader lång parentes.
President Gbagbos motståndare försökte genomföra en kupp i september 2002. Rebellstyrkor gjorde anspråk på landets norra halva. Detta bemöttes genom att ge rebellerna ministerposter. Regeringen har dock ännu inte full kontroll över de norra regionerna och spänningarna är fortsatt stora mellan Gbagbo och rebelledarna. Större franska och västafrikanska trupper finns i landet för att upprätthålla freden och hjälpa till att genomföra fredsöverenskommelsen.
I samband med presidentvalet 2010 började våldet att tillta på nytt när internationella valobservatörer och landets valkommission pekade ut Alassane Ouattara som segrare. Gbagbo vägrade erkänna sig besegrad, vilket ledde till det andra ivorianska inbördeskriget.
Den 11 april 2011 greps presidenten Laurent Gbagbo av Alassane Ouattaras trupper i sitt residens i Abidjan och tvingades därigenom att lämna ifrån sig makten till förmån för valsegraren Ouattara.
I oktober 2020 valdes president Ouattara om för en tredje mandatperiod i ett presidentval som urartade i oroligheter. Ouattara hade lovat att lämna över makten efter de två mandatperioder som grundlagen tillåter, men när hans tilltänkte efterträdare dog kort inpå valet ångrade han sig. Oppositionsledarna, Laurent Gbagbo och Henri Konan Bedie, var båda tidigare presidenter. Våldet kring valet rev upp gamla sår, främst från valet 2010 där ett inbördeskrig tog vid när den dåvarande presidenten Laurent Gbagbo vägrade att erkänna sig besegrad av Alassane Ouattara.